# Stanley Cowell/Diskografie

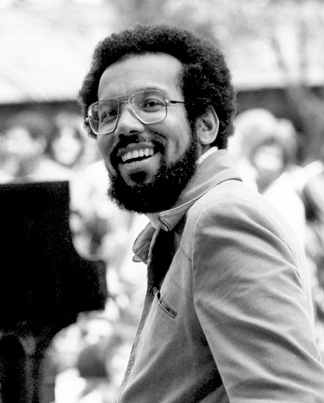
Stanley Cowell in Berkeley (ca. 1970er-Jahre)

Diese Diskografie ist eine Übersicht über die veröffentlichten Tonträger des Jazzmusikers Stanley Cowell. Sie umfasst seine Alben unter eigenem Namen (Abschnitt 1), seine Mitwirkung bei kollaborativen Bandprojekten (Abschnitt 2) und seine Mitwirkungen als Musiker bei weiteren Produktionen (Abschnitt 3). Nach Angaben des Diskografen Tom Lord war er zwischen 1966 und 2015 an 147 Aufnahmesessions beteiligt.

## Alben unter eigenem Namen
Dieser Abschnitt listet die von Stanley Cowell zu Lebzeiten veröffentlichten LPs und CDs chronologisch nach Aufnahmejahr.
| Album                                  | Musiklabel           | Aufnahme | VÖ    | Anmerkungen |
| -------------------------------------- | -------------------- | -------- | ----- | --- |
| The Ringer                             | Polydor              | 1969     | 1969? | mit Charles Tolliver, Steve Novosel, Jimmy Hopps |
| Blues for the Viet Cong                | Polydor              | 1969     | 1969  | Stanley Cowell (p,el-p), Steve Novosel, Jimmy Hopps |
| Brilliant Circles                      | Polydor              | 1969     | 1972  | mit Woody Shaw, Tyrone Washington, Bobby Hutcherson, Reggie Workman, Joe Chambers |
| Illusion Suite                         | ECM                  | 1972     | 1972  | Stanley Cowell (p,el-p,thumb-p), Stanley Clarke (b,el-b), Jimmy Hopps (dr) |
| Musa: Ancestral Streams                | Strata-East          | 1973     | 1974  | solo |
| Regeneration                           | Strata-East          | 1975     | 1976  | kollektives Personal, u. a. Jerry Venable, Billy Higgins, Ed Blackwell, Bill Lee, Nadi Qamar, Psyche Wanzandae, Jimmy Heath, John Stubblefield, Charles Fowlkes, Jr.                             |
| Waiting for the Moment                 | Galaxy Records       | 1977     | 1977  | Stanley Cowell (p,el-p,clavinet,synt,hand-claps,african-thumb-p) |
| Talkin’ ’bout Love                     | Galaxy               | 1977     | 1978  | mit Eddie Henderson, Julian Priester, Clifford Coulter, Keith Hatchel (e-b), Tootie Heath, Kenneth Nash (perc), Loretta Devine, Charles Fowlkes, Jr. (vcl)                                       |
| Equipoise                              | Galaxy               | 1978     | 1979  | Stanley Cowell, Cecil McBee, Roy Haynes |
| New World                              | Galaxy               | 1978     | 1981  | mit Eddie Henderson, Julian Priester, Pat Patrick, Clifford Coulter, Cecil McBee, Roy Haynes, Kenneth Nash, Nathan Rubin (vln), Terry Adams (cello), Robert Mandolph, Linda Mandolph, Judy Lacey |
| Such Great Friends                     | Strata-East          | 1983     | 1984? | mit Billy Harper, Reggie Workman, Billy Hart |
| Live at Cafe des Copains               | Unisson              | 1985     | 1985  | Stanley Cowell solo. Live Cafe des Copains, Toronto |
| We Three                               | DIW Records          | 1987     | 1987  | Stanley Cowell, Buster Williams, Freddie Waits |
| Back to the Beautiful                  | Concord Jazz         | 1989     | 1989  | Steve Coleman, Stanley Cowell, Santi Debriano, Joe Chambers |
| Sienna                                 | SteepleChase Records | 1989     | 1989  | Stanley Cowell Trio mit Ron McClure und Keith Copeland |
| Departure #2                           | SteepleChase         | 1989     | 1994  | Stanley Cowell Trio (dto.) |
| Live at Maybeck Recital Hall, Volume 5 | Concord Jazz         | 1990     | 1990  | Stanley Cowell (p) solo |
| Close to You Alone                     | DIW                  | 1990     | 1990  | Stanley Cowell Trio mit Cecil McBee und Ronnie Burrage |
| Games                                  | SteepleChase         | 1991     | 1994  | Stanley Cowell Trio mit Cheyney Thomas und Wardell Thomas |
| Bright Passion                         | SteepleChase         | 1993     | 1995  | Stanley Cowell, Cheyney Thomas, Wardell Thomas |
| Live at Copenhagen Jazz House          | SteepleChase         | 1993     | 1995  | Stanley Cowell, Cheyney Thomas, Wardell Thomas |
| Angel Eyes                             | SteepleChase         | 1993     | 1995  | Stanley Cowell solo |
| Setup                                  | SteepleChase         | 1993     | 1995  | Stanley Cowell Sextet mit Eddie Henderson, Dick Griffin, Rick Margitza, Peter Washington, Billy Hart                                                                                             |
| Mandara Blossoms                       | SteepleChase         | 1995     | 1995  | mit Bill Pierce, Jeff Halsey, Ralph Peterson, Karen Francis (vcl) |
| Hear Me One                            | SteepleChase         | 1996     | 1997  | Stanley Cowell Quartet mit Bruce Williams, Dwayne Burno und Keith Copeland |
| Dancers in Love                        | Venus                | 1999     | 1999  | Stanley Cowell Trio mit Tarus Mateen und Nasheet Waits |
| Prayer for Peace                       | SteepleChase         | 2010     | 2011  | Stanley Cowell, Sunny Cowell (viola,vcl), Mike Richmond, Victor Lewis |
| It’s Time                              | SteepleChase         | 2011     | 2012  | Stanley Cowell, Tom DiCarlo, Chris Brown (dr) |
| Welcome to This New World              | SteepleChase         | 2011     | 2013  | Stanley Cowell & Empathlectrik Quartet mit Vic Juris, Tom DiCarlo, Chris Brown |
| Juneteenth (Piano Solo)                | Vision Fugitive      | 2011     | 2013  | Stanley Cowell (p) solo, Pernes-Les-Fontaines |
| Are You Real?                          | SteepleChase         | 2014     | 2014  | Stanley Cowell, Jay Anderson, Billy Drummond |
| Reminiscent, Plus a Xmas Suite         | SteepleChase         | 2014     | 2014  | Stanley Cowell, Jay Anderson, Billy Drummond |
| No Illusions                           | SteepleChase         | 2014     | 2014  | mit Bruce Williams, Jay Anderson, Billy Drummond |
| Live at Keystone Korner Baltimore      | SteepleChase         | 2019     | 2020  | mit Freddie Hendrix, Bruce Williams, Tom DiCarlo, Vincent Ector, Sunny Cowell |

## Kollaborative Bandprojekte
| Album                                | Gruppe                                                   | Musiklabel            | rec  | Besetzung |
| ------------------------------------ | -------------------------------------------------------- | --------------------- | ---- | --- |
| Impact                               | Music Inc.                                               | Enja                  | 1972 | Charles Tolliver, Stanley Cowell, Ron Mathewson, Alvin Queen |
| Handscapes                           | The Piano Choir                                          | Strata-East           | 1972 | Stanley Cowell, Nat Jones, Hugh Lawson, Webster Lewis, Harold Mabern, Danny Mixon, Sonelius Smith |
| Questions/Answers                    | Dave Burrell/Stanley Cowell                              | Trio Records          | 1973 | Dave Burrell, Stanley Cowell Duett |
| Colors                               | The Brass Company                                        | Strata-East           | 1973 | mit Bill Hardman, Lonnie Hillyer, Eddie Preston, Charles Tolliver, Cliff Lee, Kamal Abdul-Alim, Charles Stephens, Kiane Zawadi, Bob Stewart, Clifford Jordan, Stanley Cowell, Bill Lee, Billy Higgins, Gerald „Sonny“ Brown |
| Handscapes 2                         | The Piano Choir                                          | Strata-East           | 1974 | Ron Burton, Stanley Cowell, Nat Jones, Hugh Lawson, Webster Lewis, Harold Mabern, Sonelius Smith, Jimmy Hopps, John Lewis, Mtume (perc)                                                                                     |
| Piano Jazz                           | Marian McPartland & Stanley Cowell                       | Jazz Alliance         | 1981 | Marian McPartland, Stanley Cowell in PBS Radio Broadcast, Piano Jazz |
| The New York-Montreux Connection ’81 | The New York-Montreux Connection                         | Columbia              | 1981 | Coweull ist zu hören in „Hot House“, mit Slide Hampton, Jimmy Heath, Tony Purrone, Percy Heath, Akira Tana. Live, Montreux Jazz Festival                                                                                    |
| Great Friends                        | Great Friends                                            | Black & Blue          | 1986 | Sonny Fortune, Billy Harper, Stanley Cowell, Reggie Workman, Billy Hart |
| Such Great Friends                   | Stanley Cowell, Billy Harper, Reggie Workman, Billy Hart | Strata-East/Bellaphon | 1991 | Neuauflage 2020 durch Pure Pleasure |
| Handscapes 95                        | The Piano Choir                                          | The Piano Choir       | 1995 | Stanley Cowell, Nat Jones, Hugh Lawson, Harold Mabern, Sonelius Smith |
| Spirituals & Dedications             | Jane Bunnett/Stanley Cowell/Dewey Redman                 | Justin Time Records   | 2001 | mit Larry Kramer, Kieran Overs, Mark McLean, Dean Bowman |

## Alben als Solist bei weiteren Produktionen
| Album                                            | Künstler                                         | Musiklabel         | rec  | Anmerkungen |
| ------------------------------------------------ | ------------------------------------------------ | ------------------ | ---- | --- |
| Marion Brown                                     | Why Not                                          | ESP-Disk           | 1966 | mit Sirone, Rashied Ali |
| Marion Brown                                     | Three for Shepp                                  | Impulse! Records   | 1966 | |
| Rashied Ali                                      | First Time Out: Live at Slugs                    | Survive            | 1967 | mit Dewey Johnson, Ramon Morris, Reggie Johnson |
| Bobby Hutcherson                                 | Patterns                                         | Blue Note Records  | 1968 | mit James Spaulding, Reggie Workman, Joe Chambers |
| Max Roach                                        | Max Roach Quintet                                | Atlantic           | 1968 | unveröffentlicht; mit Charles Tolliver, Gary Bartz, Jymie Merritt |
| Gary Bartz                                       | Another Earth                                    | Milestone Records  | 1968 | mit Pharoah Sanders, Reggie Workman, Freddie Waits |
| Max Roach                                        | Members Don’t Git Weary                          | Atlantic           | 1968 | unveröffentlicht; mit Charles Tolliver, Gary Bartz, Jymie Merritt |
| Bobby Hutcherson                                 | Spiral                                           | Blue Note Records  | 1968 | mit Harold Land, Reggie Johnson, Joe Chambers |
| Jack DeJohnette                                  | The DeJohnette Complex                           | Milestone          | 1969 | Cowell ist zu hören in „Requiem Pt. /2“, „Miles’ Mode“ und „Papa, Daddy and Me“, mit DeJohnette (melodica), Bennie Maupin, Cowell (p,el-p), Miroslav Vitous (bzw. Eddie Gomez), Roy Haynes |
| Stan Getz                                        | Stan Getz/Gerry Mulligan                         | Jfor Jazz          | 1969 | Stan Getz Quartet, möglicherweise mit Stanley Cowell (p) oder Chick Corea (p), Miroslav Vitous (kb), Jack DeJohnette (dr) |
| Stan Getz                                        | Major Generale                                   | Jazz Birdies       | 1969 | mit Miroslav Vitous, Jack DeJohnette, Flora Purim |
| Bobby Hutcherson                                 | Blow Up                                          | JMY                | 1969 | Bobby Hutcherson/Harold Land Quintet, mit Reggie Johnson, Joe Chambers |
| Bobby Hutcherson                                 | Medina                                           | Blue Note          | 1969 | mit Harold Land, Reggie Johnson, Joe Chambers |
| Les McCann                                       | Comment                                          | Atlantic           | 1969 | Cowell ist zu hören in „Can’t We Be Strangers Again“, „Baby, Baby“, Untitled bossa nova; kollektives Personal |
| Charles Tolliver                                 | Charles Tolliver Music Inc.                      | Strata-East        | 1970 | mit Cecil McBee, Jimmy Hopps |
| Charles Tolliver Music Inc.                      | Music Inc. & Big Band                            | Strata-East        | 1970 | Charles Tolliver Music Inc. mit Richard Williams, Virgil Jones, Larry Greenwich, Danny Moore, Garnett Brown, Curtis Fuller, John Gordon, Dick Griffin, Jimmy Heath, Bobby Brown (as,fl), Clifford Jordan, Wilbur Brown (ts,fl), Howard Johnson, Cecil McBee, Jimmy Hopps                                    |
| Buddy Terry                                      | Awareness                                        | Mainstream         | 1971 | mit Cecil Bridgewater, Roland Prince, Buster Williams, Victor Gaskin, Mtume |
| Oliver Nelson and His Orchestra                  | Swiss Suite                                      | Flying Dutchman    | 1971 | Bigband, Live Montreux Jazz Festival |
| Mtume and The Umoja Ensemble                     | Alkebu-Lan (Land of the Blacks)                  | Strat-East         | 1971 | mit Gary Bartz, Carlos Garnett, Leroy Jenkins, Buster Williams, Billy Hart, Leon Chancler, Andy Bey, Joe Lee Wilson, Eddie Micheaux, Yusef Iman, Weusi Kuumba |
| Jimmy Heath                                      | Love and Understanding                           | Muse Records       | 1973 | mit Curtis Fuller, Bernard Fennell (cello), Bob Cranshaw, Billy Higgins |
| Clifford Jordan                                  | Glass Bead Games                                 | Strata-East        | 1973 | mit Bill Lee, Billy Higgins |
| Charles Tolliver Music Inc.                      | Live in Tokyo                                    | Strata-East        | 1973 | mit Clint Houston, Clifford Barbaro |
| Mtume                                            | Rebirth Cycle                                    | ThirdStreet        | 1974 | mit Jimmy Heath, John Stubblefield, Azar Lawrence, Bayette, Reggie Lucas, Pete Cosey, Cecil McBee, Buster Williams, Mike Henderson, Billy Hart, Al Foster, Andrei Strobert, Leroy Jenkins, Diedre Johnson, Jean Carn, Dee Dee Bridgewater, Tawatha, Carol Robinson, Shirley Jenkins, Onika, Muktar Mustapha |
| Charles Sullivan                                 | Genesis                                          | Strata-East        | 1974 | mit Sonny Fortune, Onaje Allan Gumbs, Alex Blake, Billy Hart, Lawrence Killian, Dee Dee Bridgewater |
| Jimmy Heath                                      | The Time and the Place                           | Landmark           | 1974 | mit Curtis Fuller, Pat Martino, Sam Jones, Billy Higgins, Mtume |
| Sonny Rollins                                    | The Cutting Edge                                 | Milestone          | 1974 | Live Montreux |
| Sonny Fortune                                    | Long Before Our Mothers Cried                    | Strata-East        | 1974 | mit Charles Sullivan, Wayne Dockery, Chip Lyle, Angel Allende, Mario Munoz, Richard „Pablo“ Landrum (perc) |
| Muriel Winston                                   | A Fresh Viewpoint                                | Strata-East        | 1974 | Muriel Winston mit Clifford Jordan, Bill Lee, Billy Higgins, Children’s chorus |
| Charles Tolliver                                 | Impact: Music Inc & Orchestra                    | Strata-East        | 1974 | Bigband |
| Clifford Jordan                                  | Drink Plenty Water                               | Strata-East        | 1974 | blieb unveröffentlicht, erschien erst 2023 |
| Marion Brown                                     | Vista                                            | Impulse!           | 1975 | Anthony Davis, Bill Braynon, Reggie Workman, Jimmy Hopps, Ed Blackwell, Jose Goico, Allen Murphy, Harold Budd |
| John Gordon                                      | Step by Step                                     | Strata-East        | 1975 | mit Charles Tolliver, Roland Alexander, Lisle Atkinson, Andrew Cyrille |
| The Heath Brothers                               | Marchin’ On                                      | Strata-East        | 1975 | mit Jimmy Heath, Percy Heath, Tootie Heath |
| Barry Wallenstein                                | Beast Is                                         | AK BA              | 1975 | Stanley Cowell, Cecil McBee (kb,cello), Barry Wallenstein (poetry) |
| Richard Davis                                    | Way Out West                                     | Muse               | 1977 | mit Eddie Henderson, Joe Henderson, Billy Cobham, Dolly Hirota (vcl) Bill Lee, Consuela Lee Moorehead (arr) |
| Richard Davis                                    | Fancy Free                                       | Galaxy             | 1977 | dto. |
| Roy Haynes                                       | Thank You, Thank You                             | Galaxy             | 1977 | kollektives Personal |
| Bridgewater Brothers                             | Lightning and Thunder                            | Denon              | 1977 | mit Cecil Bridgewater, Ron Bridgewater, Reggie Workman, Michael Carvin |
| Jimmy Owens                                      | Headin’ Home                                     | Horizon            | 1977 | Bigband |
| Heiner Stadler                                   | A Tribute to Monk and Bird                       | Tomato             | 1978 | mit Thad Jones, George Lewis, George Adams, Reggie Workman, Lenny White, Warren Smith |
| The Heath Brothers                               | Passing Thru                                     | Columbia           | 1978 | mit Jimmy Buffington, Joe DeAngelis, Wayne Andre, Howard Johnson, Jimmy Heath, Tony Purrone, Percy Heath, Albert Tootie Heath, Mtume |
| Marion Brown                                     | Passion Flower                                   | Baystate           | 1978 | mit Reggie Workman, Roy Haynes |
| George Russell with Swedish Radio Jazz Orchestra | New York Big Band                                | Soul Note          | 1978 | Bigband |
| Johnny Griffin                                   | 5 Birds and a Monk                               | Galaxy             | 1978 | mit Cecil McBee, Roy Haynes |
| Johnny Griffin                                   | Ballads By Four                                  | Galaxy             | 1978 | mit Cecil McBee, Roy Haynes |
| Art Pepper                                       | Art Pepper Today                                 | Galaxy             | 1978 | mit Cecil McBee, Roy Haynes |
| Harold Land                                      | Birds & Ballads                                  | Galaxy             | 1978 | mit John Heard, Roy Haynes |
| Joe Farrell                                      | 5 Birds and a Monk                               | Galaxy             | 1978 | mit John Heard, Roy Haynes |
| John Klemmer                                     | Ballads For Four                                 | Galaxy             | 1978 | Cowell ist zu hören in „’Round Midnight“, mit John Heard, Roy Haynes |
| Arthur Blythe                                    | In the Tradition                                 | Columbia           | 1979 | mit Fred Hopkins, Steve McCall |
| Heath Brothers                                   | In Motion                                        | Columbia           | 1979 | Bigband |
| Heath Brothers                                   | Live At The Public Theatre                       | Columbia           | 1979 | mit Jimmy Heath, Tony Purrone, Percy Heath, Akira Tana, Rubens Bassini, Alex Acuña (perc), Mtume (vcl) |
| Heath Brothers                                   | Expressions of Life                              | Columbia           | 1979 | ähnliche Besetzung |
| Heath Brothers                                   | God Rest Ye Merry Jazzmen                        | Columbia           | 1980 | Cowell ist zu hören in „Our Little Town“ |
| Art Pepper                                       | Winter Moon                                      | Galaxy             | 1980 | Bigband |
| Art Pepper                                       | One September Afternoon                          | Galaxy             | 1980 | mit Howard Roberts, Cecil McBee, Carl Burnett |
| The Heath Brothers                               | Brotherly Love                                   | Antilles           | 1981 | mit Jimmy Heath, Tony Purrone, Percy Heath, Akira Tana, Rubens Bassini |
| Art Pepper                                       | The Art History Project (Unreleased Art Vol. IV) | Widows’s Taste     | 1982 | Cowell ist zu hören in „Landscape“ und „Mambo Koyama“, mit George Mraz, Ben Riley |
| Heath Brothers                                   | Brothers & Others                                | Antilles           | 1983 | mit Slide Hampton, Jimmy Heath, Joe Kennedy (vln), Percy Heath, Tootie Heath |
| Dick Griffin                                     | A Dream for Rahsaan                              | Ruby               | 1985 | mit Gary Bartz, Cecil McBee, Billy Hart, Idris Muhammad |
| Larry Coryell                                    | Equipoise                                        | Muse               | 1985 | mit Pamela Skar, Buster Williams, Billy Hart |
| Larry Coryell                                    | Welcome My Darling                               | ARC                | 1986 | mit Buster Williams, Billy Hart (d) |
| Jay Clayton                                      | Live at Jazz Alley                               | ITM                | 1986 | mit Julian Priester, Gary Peacock, Jerry Granelli |
| Larry Coryell                                    | Toku-Do                                          | Muse               | 1987 | mit Buster Williams, Beaver Harris |
| Larry Coryell                                    | Air Dancing                                      | Jazz Point         | 1988 | mit Buster Williams, Billy Hart |
| J. J. Johnson                                    | Quintergy: Live at the Village Vanguard          | Antilles           | 1988 | mit Ralph Moore (ts,sop), Rufus Reid, Victor Lewis |
| J.J. Johnson                                     | Standards: Live at the Village Vanguard          | Antilles           | 1988 | dto. |
| Dominique Eade                                   | The Ruby and the Pearl                           | Accurate           | 1990 | mit Allan Chase, John Lockwood, Alan Dawson |
| J.J. Johnson                                     | Let’s Hang Out                                   | EmArCy             | 1992 | Kollektives Personal |
| Warren Smith                                     | Cats Are Stealing My Shit                        | Mapleshade Records | 1995 | mit Kent Jordan, Steve Novosel; Chief Bey, Amirou (rapper) |
| Heath Brothers                                   | As We Were Saying ...                            | Concord Jazz       | 1997 | mit Jon Faddis, Slide Hampton, Jimmy Heath, Roland Hanna, Stanley Cowell (p,kalimba), Mark Elf, Percy Heath, Tootie Heath, James Mtume |
| Billy C                                          | The Warm Voice of Billy C                        | Alsud              | 1898 | mit Eddie Preston, Cliff Lee, Kiane Zawadi, George Coleman, Charles Davis, Bill Lee, Sonny Brown |
| Lenora Zenzalai Helm                             | Precipice                                        | Baoule             | 2001 | mit Duane Eubanks, Tarus Mateen, Nasheet Waits |
| Charles Tolliver Big Band                        | With Love                                        | Blue Note          | 2006 | Bigband |
| Charles Tolliver Big Band                        | Emperor March – Live at the Blue Note            | Blue Note          | 2008 | Bigband |